# Lane-Cove-Nationalpark
Der Lane-Cove-Nationalpark ist ein Nationalpark im Stadtteil North Ryde, 14 Kilometer nördlich des Zentrums von Sydney. Gegründet wurde der Park im Jahr 1938. Die ursprünglichen 125 ha entlang des Lane Cove Rivers wurden 1992 um über 300 ha erweitert.
Die Hauptattraktionen des Parks sind die zahlreichen Wanderwege entlang des Lane Cove Rivers mit Picknick- und Grillgelegenheiten und dem einzigen Campingplatz in Sydney. Neben zahlreichen Wallabys gibt es Possums, zahlreiche Vogel- und Reptilienarten, sowie einheimische Fischarten im Lane Cove River, wie den Neuseeland-Aal. 